# جیرباغ
جیرباغ، روستایی از توابع بخش رودبنه شهرستان لاهیجان در استان گیلان ایران است.

## جمعیت
این روستا در دهستان شیرجوپشت قرار دارد و براساس سرشماری مرکز آمار ایران در سال ۱۳۸۵، جمعیت آن ۳۶۳ نفر (۱۰۱خانوار) بوده‌است.
روستای جیرباغ بخش رودبنه شهرستان لاهیجان قرار دارد براساس ایجاد مسکن در سالهای اخیر جمعیت آن به ۵۰۰ نفر و ۱۲۰ خانوار رسیده است در سال ۱۴۰۱